# Доннер, Андерс Северин
Андерс Северин Доннер (фин. Anders Severin Donner, рус. Андрей Иванович Доннер; 5 ноября 1854, Гамла Карлебю — 15 апреля 1938, Хельсинки) — российско-финский астроном, профессор и ректор Императорского Александровского университета.

## Биография
Родился 5 ноября 1854 года в Гамла Карлебю на территории Великого княжества Финляндского.
В 1881—1883 — доцент, в 1883−1915 профессор астрономии Императорского Александровского университета и директор обсерватории этого университета. Ректор университета (1911—1915).
Под его руководством обсерватория принимала участие в международном проекте Карта Неба, в ходе которого были определены звёздные величины и точные координаты 285 тысяч звёзд.
В 1897 году избран членом-корреспондентом Санкт-Петербургской академии наук по разряду математических наук (астрономия).
Скончался 15 апреля 1938 года в Хельсинки.
В его честь назван кратер на Луне и астероид № 1398.